# Рудня Жигальская
Рудня Жигальская (бел. Ру́дня Жыга́льская) — деревня в Руднемаримоновском сельсовете Гомельского района Гомельской области Республики Беларусь.

## География

### Расположение
В 24 км от железнодорожной станции Якимовка (по линии Калинковичи — Гомель), 32 км на юго-запад от Гомеля.

### Гидрография
На западе мелиоративные каналы, соединённые с озером Кущевка, находящееся в пойме реки Днепр.

## Транспортная сеть
Транспортные связи по просёлочной, затем автомобильной дороге Михальки — Калинковичи — Гомель. Планировка состоит из короткой улицы, ориентированной с юго-востока на северо-запад. Жилые дома деревянные усадебного типа.

## История
По письменным источникам известна с XIX века. Основана как хутор около рудника, где добывалось железо для местных нужд, владение помещицы Володькович, затем Хотеневской. Согласно переписи 1897 года располагалась в Дятловичской волости Гомельского уезда Могилёвской губернии. В 1909 году 37 десятин земли. В 1926 году в Рудня-Маримоновском сельсовете Дятловичского района Гомельского округа В 1931 году жители вступили в колхоз. В 1959 году в составе совхоза имени В. А. Некрасова (центр — деревня Рудня-Маримонова).

## Население

### Численность
- 2004 год — 12 хозяйств, 18 жителей.

### Динамика
- 1897 год — 6 дворов, 35 жителей (согласно переписи).
- 1909 год — 7 хозяйств, 46 жителей.
- 1926 год — 16 дворов, 79 жителей.
- 1959 год — 148 жителей (согласно переписи).
- 2004 год — 12 хозяйств, 18 жителей.